# مذبحة بوخايا

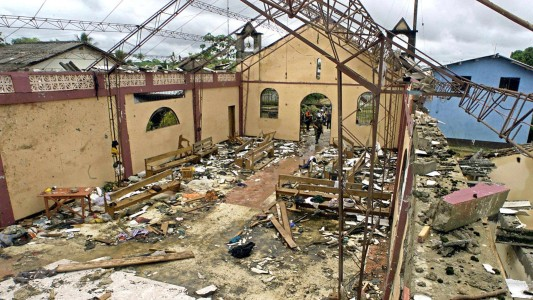
مذبحة بوخايا في الثاني من مايو عام 2002، في قرية بوخايا الكولومبية في مقاطعة شوكو

وقعت مذبحة بوخايا في الثاني من مايو عام 2002 في قرية بوخايا الكولومبية (يُشار إلى مركزها الحضري باسم بيلافيستا) في مقاطعة شوكو. فقد سيطرت عصابات جيش التحرير الكولومبي على القرية في محاولة للسيطرة على منطقة نهر أتراتو من قبضة القوات شبه العسكرية لجيش الدفاع الذاتي الكولومبي ونتج عن العملية مقتل ما يقارب 119 مدنيًا في هجوم يبدو أنه غير متعمد بقنابل مُرتجلة بصناعة منزلية مُجمعة بأجزاء أسطوانات غاز.

## خلفية
كما أشارت الحكومة الكولومبية سابقًا، فإن المواجهة المسلحة بين العصابات وقوات الدفاع الذاتي غير الشرعية كانت عنيفة جدًا نظرًا إلى المزايا الاقتصادية والاستراتيجية التي تتمتع بها المنطقة بما فيها تجارة المخدرات وصلة الوصل بين النهرية وإلى تطوير مشاريع ضخمة مثل الطريق السريع للبلدان الأمريكية والقرب من الموانئ والمحطات الكهرومائية. تُمثل المنطقة إيجابيات لتلك المجموعات بصفتها طريقًا لتجارة السلاح والإمدادات من أمريكا الوسطى وتوفيرها لطرق مميزة في تجارة المخدرات.

## الأحداث السابقة
انتقل ما يقارب من 250 مقاتل شبه عسكري في الواحد والعشرين من أبريل 2002 إلى بيلافيستا وبقوا في المنطقة السكنية صارفين النظر عن المظاهرات التي خرج فيها السكان المحليون. أجرت المفوضية السامية للأمم المتحدة لحقوق الإنسان اتصالًا رسميًا بالحكومة الكولومبية في الثالث والعشرين من أبريل معربةً عن قلقها بالنظر إلى وجود القوات شبه العسكرية والعواقب المحتملة على السكان المحليين. زار مكتب مفوض الشعب في كولومبيا المنطقة في السادس والعشرين من أبريل وأطلق تحذيرًا سابقًا للعواقب المحتملة لمواجهة مسلحة في المنطقة.
بدأ القتال الشديد في الفاتح من مايو في حي فيغا ديل فويرتي وانتشر إلى بيلافيستا في نهاية اليوم. اتخذ السكان ملجأً في الكنيسة المحلية وفي بيت القسيس وفي سكن المبشر الأغسطيني، إذ وصل العدد إلى 500 شخص مع استمرار القتال.

## تفاصيل الهجوم
وفقًا لتقرير التحقيق الرسمي الذي أجرته الأمم المتحدة، في صباح الثاني من مايو تحصنت القوات شبه العسكرية في مناطق حول من الكنيسة مستخدمين الأبنية والحائط الإسمنتي الذي يحيط بالكنيسة للحماية. اتخذت قوات جيش التحرير الكولومبي مواقعًا في الشمال وبدأت باستهداف مواقع القوات شبه العسكرية بقنابل أسطوانات الغاز إذ نزلت قنبلتين جوار الكنيسة وسقطت الثالثة على سطح الكنيسة وانفجرت في المذبح.
تسبب الانفجار بمقتل ما لا يقل على 119 وجرح 98، على الرغم من أن الأمم المتحدة لم تستطيع التحقق من الأرقام الحقيقية، كان معظم الضحايا والجرحى من الأطفال.
وجد تحقيق الأمم المتحدة أن جيش التحرير الكولومبي مسؤول عن انتهاك القانون الإنساني الدولي، بما في ذلك الهجوم غي المتعمد الذي سبب ضحايا مدنيين لا ذنب لهم والفشل في التمييز بين المدنيين والمحاربين والهجوم ضد ملكية ثقافية. توجد حالات حظر على هذه الأفعال في المادة 3 المشتركة بين اتفاقيات جنيف لعام 1949 والمواد 4 و 13 و 16 من البروتوكول الإضافي الثاني. اعتبرت الأمم المتحدة أن جيش التحرير الكولومبي مسؤول عن انتهاك لمختلف جوانب القانون الإنساني الدولي، بما في ذلك استخدام المدنيين كدروع بشرية وفشلها في حماية المدنيين من آثار عملياتها العسكرية وتسببها بالتشريد القسري الجماعي للسكان المدنيين في المنطقة بسبب عملياته والتهديدات والعمليات القتالية في المنطقة. في ضوء التقارير التي تشير إلى قيام جيش التحرير الكولومبي بسرقة البضائع والمعدات والمركبات الخاصة بالسكان المحليين، وجدت الأمم المتحدة أيضًا أن جيش التحرير الكولومبي مذنب في النهب (انتهاك للمادة 17 من البروتوكول الثاني).
كما وجدت مفوضية الأمم المتحدة لحقوق الإنسان أن الحكومة الكولومبية فشلت في التصرف من أجل منع المعاناة الإنسانية الهائلة الناجمة عن الأحداث في بوخايا، وهي ذات المعاناة التي تم التنبؤ بها والتي حذرت الحكومة منها صراحةً مسبقًا.

## مسؤولية الدولة
حكمت المحكمة الإدارية الأولى في كويبدو بمقاطعة تشوكو على الدولة الكولومبية بتسديد مليار ونصف بيزو كولومبي لأقارب اثنين من القتلى في 29 مايو 2008. وقضت بأن الدولة مسؤولة إدارياً وأهملت حماية مواطنيها، على الرغم من تحذيرات مفوض الشعب.

## موت الجاني
في فجر الثاني والعشرين من فبراير 2012، أي بعد 10 سنوات تقريبًا من وقوع المجزرة، حددت طائرة تابعة للقوات الجوية الكولومبية من طراز EMB-314 معسكرًا للجبهة السابعة والخمسين لجيش التحرير الكولومبي، على بعد 15 كم شمال بوخايا بالقرب من الحدود مع بنما. أسقطت الطائرة قنبلتين عالية الدقة دمرتا المخيم وقتلت ستة من متمردي جيش التحرير الكولومبي بمن فيهم بيدرو ألفونسو ألفارادو الملقب بماباناو وهو المسؤول عن المجزرة.